# フォーラー・ベイ・カレッジ
フォーラー・ベイ・カレッジ (Fourah Bay College, FBC) とは、シエラレオネの首都フリータウンの市街の南、フォーラー・ベイにある、西アフリカで最も歴史のある英語系の大学である。現在はシエラレオネ大学 (University of Sierra Leone, USL) となり、同大学カレッジの一校である。

## 歴史
イギリスの教会宣教師協会が主に神学の教育のため、1827年4月4日シエラレオネはフリータウンのフォーラー・ベイにクリスチャン学校を設立した事に始まる。1876年にFBCはイギリスのダラム大学と姉妹校になり、それ以来、両大学は提携して行く。1959年にFBCはシエラレオネ大学となり、イギリス国王の許可を得た。

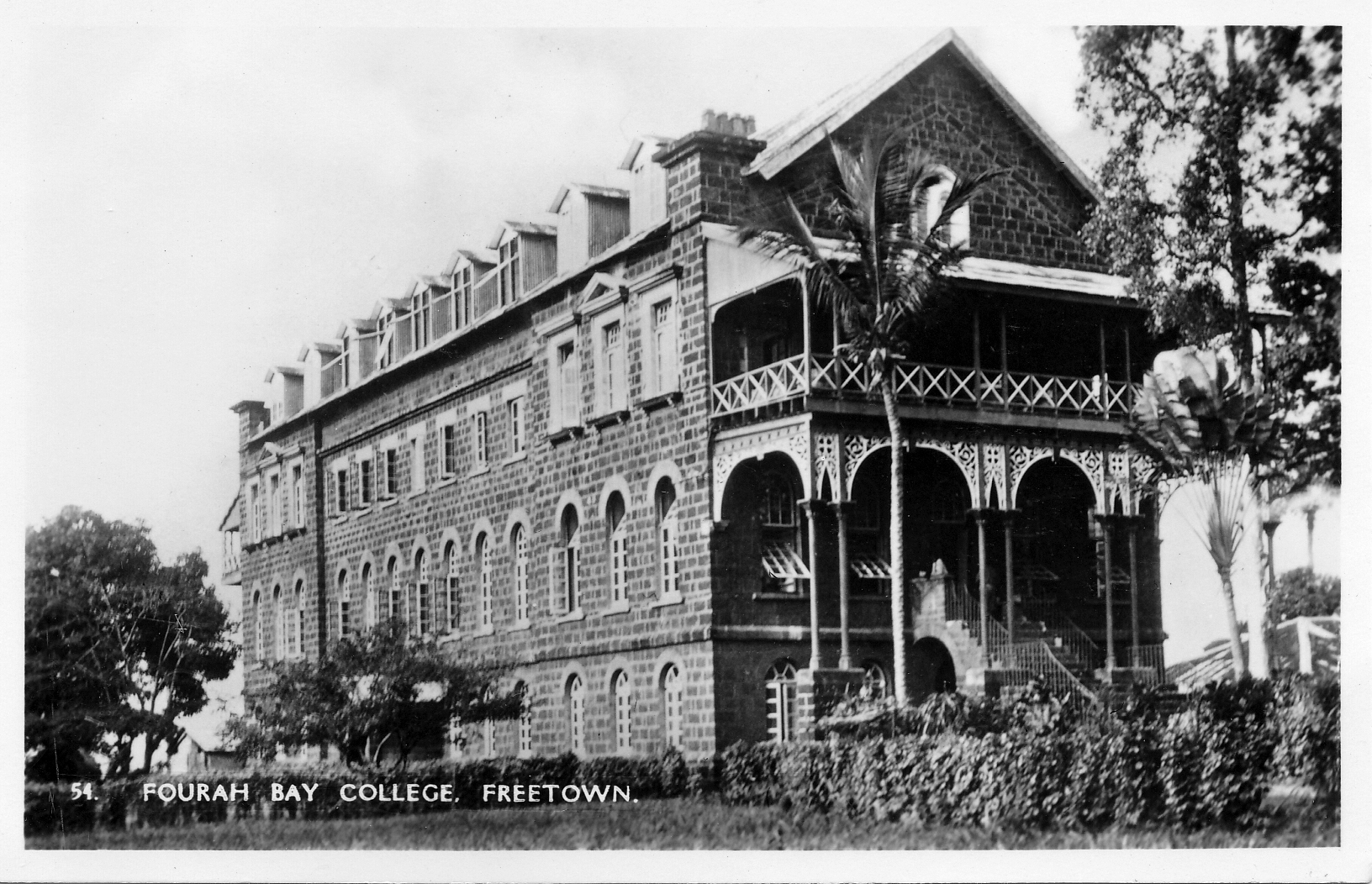
1930年代のフォーラー・ベイ・カレッジの古い旧校舎の建物。

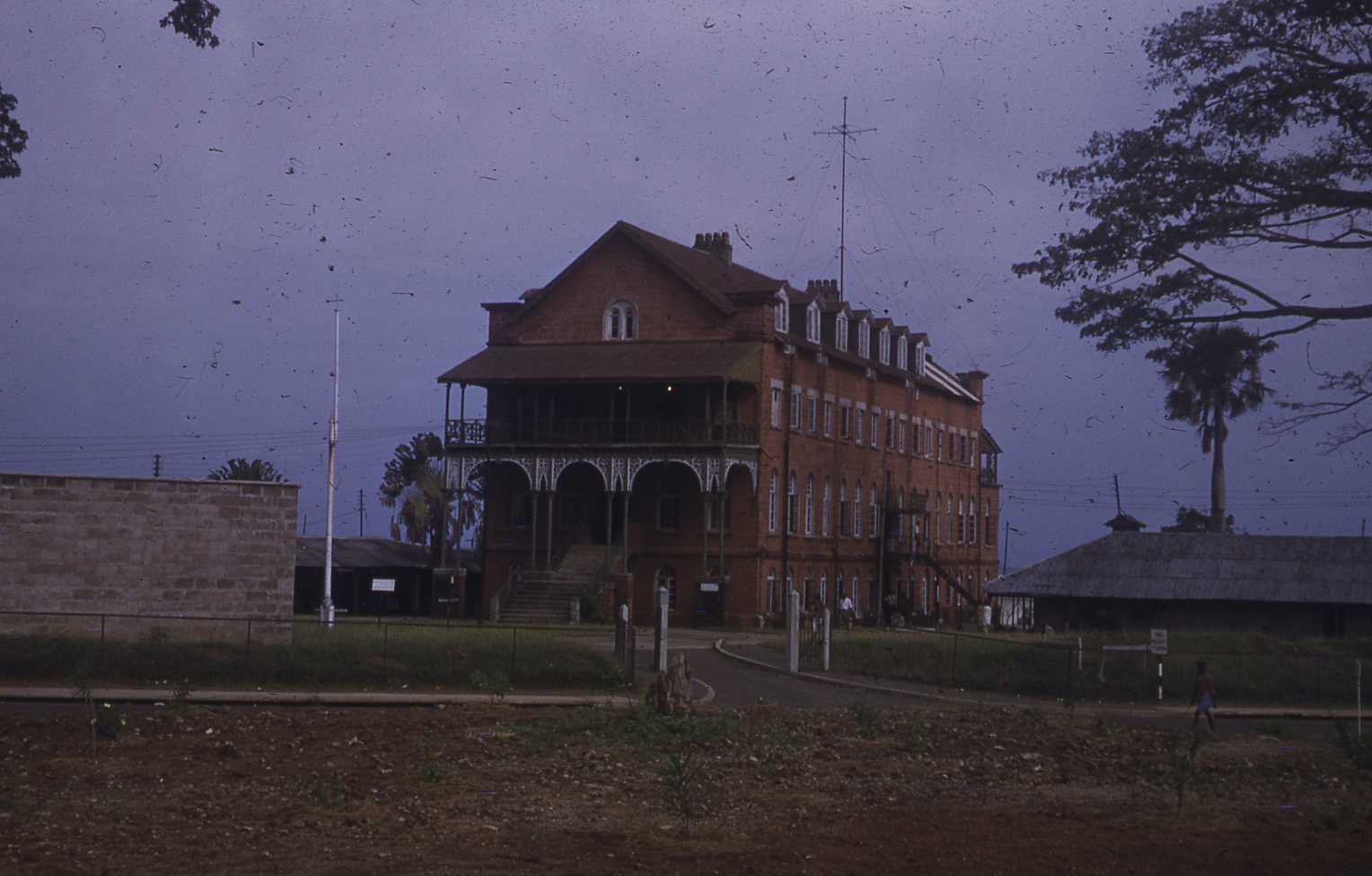
1827年竣工のフォーラー・ベイ・カレッジの古い旧校舎の建物。現在は廃墟。

古いフォーラー・ベイ・カレッジの旧校舎の建物は内戦中の1990年代に使用を中止され、多くの家を失った難民により避難所として建物が占拠された。1999年に革命統一戦線 (RUF)が建物に火を放ち火災に見舞われ、石造りの構造部分だけを残し廃墟となってしまった。老朽化による建物の痛みが激しい為、廃墟となった旧校舎の残った部分の歴史的文化財としての活用保存と建物の修復・改修による建物の再生計画がある。